# ジヒドロカルコン
ジヒドロカルコン(dihydrochalcone)は、カルコンの関連化合物である。
ジヒドロカルコンの誘導体には、3',5'-ジヒドロキシ-2',4',6'-トリメトキシジヒドロカルコン、メチルリンデロン、5-ヒドロキシ-6,7,8-トリメトキシフラボン（アルネチン）、2'-ヒドロキシ-3',4',5',6'-テトラメトキシジヒドロカルコン（ジヒドロカナクギオール）がありクスノキ科クロモジ属の一種、リンデラ・ルシダ (Lindera lucida )で見ることができる。